# Samvel Gasparov
Samvel Gasparov (russisk: Самве́л Влади́мирович Гаспа́ров) (født 7. juni 1938 i Tbilisi i Sovjetunionen, død 26. maj 2020 i Moskva i Rusland) var en sovjetisk filminstruktør, skuespiller og manuskriptforfatter.

## Filmografi
- Nenavist (Ненaвисть, 1977)[1][2]
- Sjestoj (Шестой, 1981)
- Koordinaty smerti (Координаты смерти, 1985)